# Franck Thilliez
Franck Thilliez (Annecy, 15 de octubre de 1973) es guionista y escritor, autor de novelas policíacas y de suspense.

## Biografía
Franck Thilliez estudió ingeniería informática en Lille. Vive en Mazingarbe, una pequeña ciudad entre Lens y Béthune en el Pas-de-Calais.
Además de escribir novelas, es también guionista y creador, junto con Nicolas Tackian, de la serie de televisión "Alex Hugo", cuyo primer capítulo La mort et la belle vie (La muerte y la buena vida) está inspirado en la novela del poeta norteamericano Richard Hugo. Gran entusiasta de la novela de intriga, en su obra se encuentran "guiños" a autores del género como Jean-Christophe Grangé, Stephen King, Joel Schumacher o Maurice Leblanc entre otros.[cita requerida]

## Obra
Tras Conscience animale, y luego El ángel rojo, su tercera novela, La Chambre des morts, fue nominada al premio francés de thriller de la SNCF en 2007 y adaptada al cine ese mismo año. El éxito de La Chambre des morts, publicada en 2005, le permitió dejar de trabajar como informático en Sollac Dunkerque para dedicarse exclusivamente a la escritura.[cita requerida]

### Personajes principales
Los personajes recurrentes de sus novelas son el comisario Franck Sharko, que apareció en solitario en El ángel rojo y luego en Lutos de miel, y la inspectora Lucie Henebelle, que aparece en La chambre des morts y La Mémoire fantôme. Estos dos policías se encuentran en El síndrome E, y luego trabajarán juntos en Gataca, Atomka, Latidos, Pandemia, Sharko y Luca. En 2017, para el lanzamiento de la novela Sharko, la editorial puso a disposición de los lectores, gratuitamente a través de internet, el folleto Sharko Henebelle, un par de policías, que relata anécdotas de sus respectivas vidas.

### Novelas

#### Serie Sharko & Henebelle
- 2004: El Ángel Rojo
- 2005: La chambre des morts.
  - Premio de los lectores Quais du Polar 2006.
  - Premio SNCF del polar francés 2007.
  - Adaptación cinematográfica por Alfred Lot en 2007.
- 2006: Luto de miel.
- 2007: La mémoire fantôme
- 2010 : El Síndrome E.
- 2011 : Gataca.
- 2012 : Atomka.
- 2014 : Latidos.
- 2015 : Pandemia.
- 2017 : Sharko.
- 2019 :  LUCA.

#### Otras novelas
- 2002 : Conscience animale (descatalogado).
- 2006: La forêt des ombres.
- 2008: L'anneau de Moebius
- 2009: Fractures.
- 2011 : Vertige.
- 2013 : Paranoia.
  - Adaptación al cómic en 2016
- 2016 : Rêver.
- 2018 : Le manuscrit inachevé.
- 2020 : Il était deux fois.

### Otras obras
- 2007 : Le fantôme.
- 2009: Ouroboros. (Título 6 de la selección La Huella sangrienta).
- 2011 : L'Exquise Nouvelle.
- 2012: Le Grand Voyage.
- 2012 : « La mort et les morts dans le roman policier » (artículo, Études sur la mort).
- 2013 : Les Sept Petits Nègres.
- 2013 : L'Encre et le Sang .
- 2013 : Hostiles.
- 2013 : Tour de France - Un dernier tour.
- 2013 : Question de centimètres.
- 2014 : Mon vrai visage.
- 2014 : Gabrielle.
- 2014 : Vol pour Kidney
- 2016: Je préférais tuer avant la fin du film.
- 2016 : Double je.
- 2017 : Lasthénie.
- 2018 : Charybde y Scylla.
- 2019: Origines.
- 2019 : La Rencontre.
- 2020 : Au-delà de l'horizon et autres nouvelles

## Guionista
- 2010 : Obsessions (telefilm) de Frédéric Tellier.
- 2011 : Insoupçonnable (telefilm) de Benoît de Aubert, coescrito con Mikael Ollivier.
- 2014 : Ligne de mire (telefilm) de Nicolas Herdt, coescrito con Mikael Ollivier.
- 2013 : Alex Hugo (serie) episodio inicial La mort et la belle vie de Pierre Isoard, coescrito con Nicolas Tackian.
- 2015 : La Promesse du feue (miniserie) de Christian Faure,  coescrito con Mikaël Ollivier.
- 2017 : La brigade des cauchemars, cómic de Frank Thilliez (guion) y Yongui Dumont (dibujos). Sara.
- 2018: La brigade des cauchemars, cómic de Frank Thilliez (guion) y Yongui Dumont (dibujos). Nicolas.
- 2019: La brigade des cauchemars, cómic de Frank Thilliez (guion) y Yongui Dumont (dibujos). Esteban.
- 2020: La brigade des cauchemars, cómic de Frank Thilliez (guion) y Yongui Dumont (dibujos). Mélissandre.

## Distinciones y reacciones

### Premios
- 2006 : Premio de los lectores Quais du Polar por La Chambre des morts, que fue adaptada al cine en 2007 por Alfred Lot.
- 2007 : #Premio SNCF del polar francés por La Chambre des morts.
- 2011 : Premio Mireille-Lantéri para el telefilm Obsessions, otorgado por la SACD (Société des auteurs et compositeurs dramatiques) a un autor cuyo primer guion es adaptado a la televisión.

### Críticas
En mayo de 2018, la revista Télérama, arremetió contra el hecho de que: 

Los franceses dicen que quieren leer durante las vacaciones, pero, desgraciadamente, que los bestsellers... como Thilliez....

Thilliez respondió en Twitter:

Agradezco de todo corazón a este periodista por demostrarme que la lucha por la defensa de la llamada "literatura popular" sigue muy viva.

 El diario Le Temps retoma el tema con el artículo "Il faut sauver les personnages de Franck Thilliez" (Hay que salvar a los personajes de Franck Thilliez)" en el que se habla de la violencia que el autor ejerce sobre sus personajes.
En marzo de 2020, en vista del impacto de la enfermedad del coronavirus Covid-19, la revista Le Point estableció un paralelismo con el realismo científico de la novela Pandemia y el cuento Le Grand Voyage sobre la propagación de una pandemia y sus consecuencias humanas y sociales.